# Эштон, Алджернон
Алджернон Беннет Лэнгтон Эштон (англ. Algernon Bennet Langton Ashton, 9 декабря 1859, Дарем −10 апреля 1937, Лондон) — английский преподаватель, пианист и композитор.

## Биография
В возрасте 4 лет Эштон переезжает со своей овдовевшей матерью в Лейпциг, где изучает музыку в частном порядке. Он поступает в лейпцигскую консерваторию — в класс композиции Ядассона, Рихтера и Карла Рейнеке, в класс фортепиано Папперица и Кокциуса. Зимой 1880—1881 он также учится у Раффа во Франкфурте.
По окончании консерватории в 1879 году возвращается в Англию, чтобы заняться преподавательской деятельностью Лондоне: он занимает пост преподавателя фортепиано в Королевском музыкальном колледже в течение 25 лет, с 1885 года.

## Композиторский стиль
Творчество Эштона, состоящее из около 160 опубликованных сочинений, отличает разнообразная жанровая палитра: симфоническая музыка (несколько симфоний и концертов), вокальные произведения, фортепианные опусы и произведения камерной музыки. Подавляющее большинство этих композиций практически забыты.
По мнению Адольфа Манна , Несмотря на исключительность композиторской техники Эштона, качество письма и вдохновения неровно и варьируется от произведения к произведению: "… Соната op. 86 совершенно лишена теплоты и гениальности, присущих более ранним произведениям [соната op. 38] ".

## Работы (неполный список)
Камерная музыка
- - Соната для скрипки и фортепиано ре мажор, соч. 3
  - Соната для виолончели и фортепиано фа мажор, соч. 6
  - Фантазии для виолончели и фортепиано, соч. 12
  - Романс для флейты и фортепиано, соч. 17
  - Ревери для скрипки и фортепиано, соч. 19
  - Фантазии для скрипки и фортепиано, соч. 24
  - Фортепианный квинтет до мажор, соч. 25
  - Фортепианный квартет фа минор, соч. 34
  - Соната ми мажор для скрипки и фортепиано, соч. 38
  - Ариозо для виолончели и фортепиано, соч. 43 год
  - Соната ля минор для альта и фортепиано, соч. 44
  - Сюита для 2 фортепиано фа, соч. 50
  - Каватина для скрипки и фортепиано, соч. 61
  - Соната для виолончели и фортепиано соль мажор, соч. 75
  - Фортепианное трио ми мажор, соч. 77[3]
  - Четыре веселых пьесы для виолончели и фортепиано, соч. 84. (1. Джиттер; 2. Ригодон; 3. Скерцо; 4. Тарантелла)
  - Соната до минор для скрипки и фортепиано, соч. 86
  - Фортепианное трио ля мажор, соч. 88
  - Фортепианный квартет до минор, соч. 90
  - Соната ля мажор для скрипки и фортепиано, соч. 99
  - Фортепианный квинтет ми минор, соч. 100
  - Три звуковые картины для фортепиано, скрипки и виолончели, соч. 103 (1. Рынок; 2. Канцонетта; 3. Скерцо)
  - Тартелла для кларнета и фортепиано, соч. 107
  - Две скромные пьесы для скрипки и фортепиано, соч. 110. (л. Романтика; 2. Тарантелла)
  - Соната ля минор для фортепиано и виолончели, соч. 115
  - Фортепианное трио си минор, соч. 123
  - Соната си мажор для виолончели и фортепиано, соч. 128[4]